# Elias von Löwen
Elias von Löwen (auch: Elias Kretzschmeyer; * 1602 in der Grafschaft Glatz; † 27. April 1661 in Pitschen, Herzogtum Brieg) war ein deutscher Arzt, Mathematiker und Astronom.

## Leben
Elias Kretzschmayer (auch: Craitschmair, Kretschmar, Kretschmer) wurde etwa 1602 als Sohn eines evangelischen Pfarrers im bei Habelschwerdt in der Grafschaft Glatz geboren. Er besuchte zunächst eine Dorfschule und anschließend die Lateinschule zu Habelschwerdt. Für das Wintersemester 1619 schrieb er sich an der Universität Frankfurt/Oder ein und studierte neben Medizin auch Astronomie und Mathematik bei Professor David Origanus. Erste praktische Erfahrungen sammelte er als Mediziner in Schweidnitz – damals nach Breslau die wichtigste Metropole Schlesiens. Daneben interessierte er sich weiterhin für astronomische Berechnungen.
Sein erstes Werk „Horologium zodiacale“, das er 1626 in Breslau veröffentlichte, beschäftigte sich mit der Berechnung der Planetenbahnen. Ein Jahr später erschien der „Bericht vom Zustande des Firmaments, und dem daherrührendem Zustand der Völcker auff Erden“, welcher sehr erfolgreich gewesen sein muss, da 1682 eine zweite Auflage gedruckt wurde. Zwischen 1626 und 1629 veröffentlichte er drei Astronomische Kalender.
Für seine Verdienste um die Wissenschaft wurde ihm der erbliche Adelsstand mit dem Prädikat „von Löwen“ verliehen. Er selbst nutzte die lateinische Form „Elias a Leonibus“. In Schweidnitz arbeitete er mit dem dortigen Stadtarzt Heinrich Cunitz zusammen und lernte dessen Tochter Maria Cunitz kennen, die er um 1630 heiratete und die ebenfalls an der Astronomie interessiert war.
Wegen der Auswirkungen der Gegenreformation musste das evangelische Gelehrtenehepaar Schweidnitz verlassen und floh nach Polen auf das Gut der Zisterzienserinnen der Abtei Ołobok. Hier unterstützte Elias von Löwen seine Frau bei deren Forschungsarbeiten an der Verbesserung der sogenannten Kepler’schen Tabellen. Später erhielt er die Stelle eines Stadtarztes in Pitschen im Herzogtum Brieg, wo er 1661 verstarb.

## Schriften
- David Wiese: Christliche Trawer- und Klage Predigt/ Uber den Betrübten/ Aber doch Christlichen und Seligen Abschied/ der …Frawen Ursulae Hasin, Breslau 1617. (Enthält ein lateinisches Trauergedicht von Elias Kretzschmayer zum Tod der Pfarrersfrau Ursula Mensch, geborene Hase) Verzeichnis der Drucke des 17. Jahrhunderts, VDNummer= 39:107010W
- Horologium zodiacale, sive Tabulae perpetuae, justam et veram singularum horarum planetarium quantitatem per totum annum complectentes: Das ist: Immerwehrender magischer- oder Planeten-Stund Zeiger. Die gewisse grösse aller Planeten Stunden durchs gantze Jahr anzeigendt; … computirt auff die Elevation 50. gr. 48. min. doch also/ daß sie reductive durchs gantze Deutschland gebraucht werden können; Nebens vorhergehendem gnugsamen Bericht wie solche zu brauchen. Breslau 1626. Verzeichnis der Drucke des 17. Jahrhunderts, VDNummer= 23:289356W
- Bericht vom Zustande des Firmaments, und dem danherrührendem Zustand der Völcker auff Erden: Item: Vom Krieg und anderem Unglück etc.; Neben einer rota mundi. Letzteres ist ein als Kupferstich beigegebenes Weltrad. Breslau 1627. Verzeichnis der Drucke des 17. Jahrhunderts, VDNummer= 3:303750X
- Newer und Alter Calender auffs Jahr Christi 1627 … Brewsslaw. Gedruckt im Jahr 1626 Prognosticon anstrologicum Oder Astrologisch bedencken uber dieses 1627 Jahr. … Universitätsbibliothek Breslau, Abteilung Alte Drucke, Signatur: 542 593
- Newer und Alter Calender auff das Schalt Jahr Christi 1628 … gedruckt in der Fuerstlichen Stadt Brieg durch Augustinum Gruender In Verlegung David Muellers Buchhaendlers In Bresslaw Astrologisch bedencken ueber dieses 1628 Jahr. … Universitätsbibliothek Breslau, Handschriftenabteilung, Signatur: B 2000 bb
- Newer und Alter Calender … Auff das Jahr von der Geburt Christi 1629 … gedruckt in der Fuerstlichen Stadt Brieg durch Augustinum Gruendern. In verlegung David Muellers Buchhaendlers in Bresslaw Astrologisches bedencken … Dasz 1629 Jahr Universitätsbibliothek Breslau, Handschriftenabteilung, Signatur: B 2000 dd
- Bericht vom Zustande des Firmaments/ und dem danherrührendem Zustand der Völcker auff Erden … Vormahlen zu Breßlau gedruckt im Jahr 1626. ietzo aber auf Ansuchung vieler hohen und gelehrten Leute wieder auffgelegt. Breslau 1682. Verzeichnis der Drucke des 17. Jahrhunderts, VDNummer= 39:128596G